# 森裕太朗
森 裕太朗（もり ゆうたろう、1997年3月2日 - ）は、中央競馬（JRA）・栗東トレーニングセンター所属の元騎手で現在は調教助手。宮城県仙台市出身。

## 来歴
小学校時代に競馬好きの父に福島競馬場へ連れて行ってもらったことがきっかけで、騎手を志すようになる。小学4年生から乗馬を始め、中学時代には競馬学校ジュニアチームを受験するが、一度目は不合格となる。その後、母と妹とともに栗東に移り住み、徹底して乗馬に取り組んだことで二度目の挑戦で合格を果たす。
2011年3月11日の東日本大震災では、祖父の家が津波で流された。
2012年に競馬学校騎手課程に入学するが、相次ぐ怪我により1年留年する。2016年に競馬学校騎手課程を卒業（第32期）。
栗東・鈴木孝志厩舎から2016年3月に騎手デビュー。4月16日福島2R（3歳未勝利）で自厩舎のコーディネーターに騎乗して1着となり、初騎乗から29戦目でのJRA初勝利を挙げた。1年目は11勝であったが、2年目はその倍以上となる23勝を記録した。
2018年3月1日より所属していた鈴木厩舎を離れ、フリーとなった。
2019年中京記念でクリノガウディーに騎乗し、重賞初騎乗を果たし2着と連対する。
2020年4月14日より栗東・角居勝彦厩舎に所属することになった。
2020年12月24日に一歳年下の一般女性と結婚。
2021年3月1日からは角居勝彦厩舎の解散に伴い、フリーとなる。
2024年11月1日より栗東・高橋亮厩舎所属に変更となる。
2025年3月12日、同月31日付をもって騎手を引退することを発表した。引退後は高橋亮厩舎の調教助手に転業する。

## 騎乗成績

### 概要
|            | 日付          | 競馬場・開催   | 競走名    | 馬名             | 頭数 | 人気 | 着順 |
| ---------- | ------------- | -------------- | --------- | ---------------- | ---- | ---- | ---- |
| 初騎乗     | 2016年3月5日  | 1回小倉7日目4R | 3歳未勝利 | ツヴィンガー     | 16頭 | 15   | 16着 |
| 初勝利     | 2016年4月16日 | 1回福島3日目2R | 3歳未勝利 | コーディネーター | 16頭 | 10   | 1着  |
| 重賞初騎乗 | 2019年7月21日 | 3回中京8日11R  | 中京記念  | クリノガウディー | 16頭 | 6    | 2着  |

### 年度別成績
森裕太朗の年度別成績（netkeiba.com）を参照

## 主な騎乗馬
- クリノガウディー（2019年中京記念2着）